# Вилья-Идальго (Сан-Луис-Потоси)
Вилья-Идальго (исп. Villa Hidalgo) — город в Мексике, входит в штат Сан-Луис-Потоси. Население — 2522 человека.  Поселок расположен на высоте 1669 м. 
3 января 1927 года муниципалитет Вилья-Итурбиде сменил свое название на нынешнее Вилья-Идальго. Изначально он был известен как Итурбиде, так же как и муниципалитет, но в 1927 году название было изменено на Вилья-де-Идальго. 

## Население
По данным 2010 года . В поселке проживало 2800 жителей.

## Примечание
1. ↑  GeoNames. www.geonames.org. Дата обращения: 3 января 2025. Архивировано 22 мая 2019 года.
2. ↑  INEGI. Censo General de Población y Vivienda, 2000. Дата обращения: 3 января 2025. Архивировано 28 мая 2012 года.